# Râul Izvorul Arșiței
Râul Izvorul Arșiței sau Râul Valea Arșiței este un curs de apă, afluent al râului Rebra. 